# Thermistis taiwanensis
Thermistis taiwanensis là một loài bọ cánh cứng trong họ Cerambycidae.